# Llei del referèndum d'autodeterminació de Catalunya
La Llei 19/2017, del 6 de setembre, del referèndum d'autodeterminació és una llei aprovada pel Parlament de Catalunya que "regula la celebració del referèndum d'autodeterminació vinculant sobre la independència de Catalunya, les seves conseqüències en funció de quin sigui el resultat i la creació de la Sindicatura Electoral de Catalunya". L'endemà el Tribunal Constitucional la suspengué cautelarment.
La seva aprovació va ser polèmica: els lletrats del Parlament van avisar per escrit que la seva admissió a tràmit vulnerava la prohibició del Tribunal Constitucional, i els diputats de l'oposició es van absentar de la votació com a mesura de protesta.

## Contingut
La llei estableix que "el poble de Catalunya és un subjecte polític sobirà i com a tal exerceix el dret a decidir lliure i democràticament, la seva condició política" i que "el Parlament de Catalunya actua com a representant de la sobirania del poble de Catalunya".
La llei argumenta que és el resultat del mandat sorgit de les eleccions del setembre de 2015 i del trencament del pacte polític establert amb Constitució del Regne d'Espanya de 1978 arran de la sentència de l'estatut de 2010. La llei apel·la al dret internacional, com ara els Pactes Internacionals de Drets Humans aprovats per l'Assemblea General de Nacions Unides el 19 de desembre de 1966 i la Resolució 1999/57 sobre Promoció del dret a la Democràcia de la Comissió de Drets Humans de les Nacions Unides, i a les diferents resolucions aprovades en el Parlament, com ara la Resolució 98/III sobre el dret a l'autodeterminació de la nació catalana, la Resolució 631/VIII sobre el dret a l'autodeterminació i sobre el reconeixement de les consultes populars sobre la independència i la Resolució 5/X per la qual s'aprova la Declaració de sobirania i del dret a decidir del poble de Catalunya.
La llei no fixa cap mínim de participació, tal com recomanen organismes internacionals com la Comissió de Venècia en el Codi de bones pràctiques sobre referèndums per tal d'evitar el boicot dels partidaris d'algunes de les opcions. En canvi, sí que detalla que si hi ha més vots afirmatius que de negatius el Parlament declararà formalment la independència de Catalunya i s'iniciarà el procés constituent de la República Catalana. En cas que guanyin els vots negatius, es convocarien unes eleccions al Parlament de Catalunya. També estableix que la norma prevaldrà jeràrquicament sobre la resta. També regula la creació d'una Sindicatura Electoral, formada per cinc experts en processos electorals que "vetllaran per la transparència i l'objectivitat del procés, amb imparcialitat i pluralisme".

## Estructura
La llei està formada per un pràmbul, 34 articles, una disposició addicional, una disposició final. Els eixos de la llei són els següents:
- Preàmbul
- TÍTOL I. Objecte de la llei
- TÍTOL II. De la sobirania de Catalunya i el seu Parlament
- TÍTOL III. Del referèndum d'autodeterminació
- TÍTOL IV. De la data i convocatòria del referèndum
- TÍTOL V. De les garanties del referèndum
- TÍTOL VI. De l'administració electoral
- Disposició addicional
- Disposició final